# Pygomeles braconnieri
Pygomeles braconnieri är en ödleart som beskrevs av Grandidier 1867. Pygomeles braconnieri ingår i släktet Pygomeles och familjen skinkar. IUCN kategoriserar arten globalt som livskraftig.
Artens utbredningsområde är Madagaskar. Inga underarter finns listade i Catalogue of Life.